# Кузнецов, Алексей Алексеевич (легкоатлет)
Алексе́й Алексе́евич Кузнецо́в (род. 3 апреля 1981, Саранск) — российский легкоатлет и армрестлер. Серебряный призёр летних Паралимпийских игр 2012, чемпион и призёр чемпионатов мира в метании копья, рекордсмен мира. Заслуженный мастер спорта России.
Участник эстафеты Паралимпийкого огня «Сочи-2014».

## Награды
- Медаль ордена «За заслуги перед Отечеством» II степени (10 сентября 2012 года) — за большой вклад в развитие физической культуры и спорта, высокие спортивные достижения на XIV Паралимпийских летних играх 2012 года в городе Лондоне (Великобритания).[2].
- Заслуженный мастер спорта России (2012).